# Cosmiometra woodmasoni
Cosmiometra woodmasoni is een haarster uit de familie Thalassometridae.
De wetenschappelijke naam van de soort werd in 1893 gepubliceerd door Francis Jeffrey Bell.